# Георг-Петер Едер
Георг-Петер «Шорш» Едер (нім. Georg-Peter "Schorsch" Eder; 8 березня 1921, Обердахштеттен — 11 березня 1986, Вісбаден) — німецький льотчик-ас винищувальної авіації, майор люфтваффе. Кавалер Лицарського хреста Залізного хреста з дубовим листям.

## Біографія
В жовтні 1938 року вступив в люфтваффе. Після закінчення льотної підготовки в 1940 році зарахований в 1-у ескадрилью 51-ї винищувальної ескадри, дислокованої на узбережжі Ла-Маншу. Перший бойовий виліт здійснив 1 вересня 1940 року. Учасник битви за Британію (не збив жодного літака). В травні 1941 року переведений в 4-у ескадрилью своєї ескадри. Свою першу перемогу здобув 7 травня 1941 року, збивши британський «Спітфайр». З червня 1941 року брав участь в Німецько-радянській війні. В червні-липні 1941 року збив 10 радянських літаків, але 24 липня був збитий і отримав важкі поранення. Після одужання 1 листопада 1942 року зарахований в 7-у ескадрилью 2-ї винищувальної ескадри, яка діяла на Західному фронті. Разом з Егоном Маєром розробляв тактику боротьби з американськими важкими бомбардувальниками. З лютого 1943 року — командир 12-ї ескадрильї 12-ї винищувальної ескадри. 28 березня збив В-17, але і його літак (Bf.109G-4) був підбитий, і Едер отримав поранення. 29 травня 1943 року збив свій 20-й літак. З 5 вересня 1943 року — командир 5-ї ескадрильї 2-ї винищувальної ескадри. З березня 1944 року — командир 6-ї ескадрильї 1-ї винищувальної ескадри. В травні-червні 1944 року командував 2-ою групою 1-ї винищувальної ескадри. 21 червня здобув свою 50-ту перемогу. З 11 липня 1944 року — командир 6-ї ескадрильї 26-ї винищувальної ескадри. 17 серпня 1944 року збив 2 «Спітфайри», причому вони при падінні знищили 5 американських танків. З 4 вересня 1944 року — командир 2-ї групи 26-ї винищувальної ескадри. У вересні 1944 року переведений в 262-е випробувальне командування. Наприкінці війни літав на реактивному винищувачі Ме.262 (на якому здобув 12 перемог) у складі команди «Новотни» та у 7-й винищувальній ескадрі. Наприкінці війни був збитий і в травні 1945 року перебував у шпиталі.
Всього за час бойових дій здійснив 572 бойові вильоти і збив 78 літаків, в тому числі 68 — на Західному фронті, з них 36 чотиримоторних бомбардувальників., а також знищив 3 танки «Шерман». Едер ніколи не добивав своїх супротивників, що відбилося на досить невисоких для німецьких асів показниках перемог. Сам Едер був збитий 17 разів і 12 разів поранений, в тому числі 1 раз — дуже тяжко. 

## Нагороди
- Нагрудний знак пілота
- Залізний хрест
  - 2-го класу (26 червня 1941)
  - 1-го класу (11 липня 1941)
- Почесний Кубок Люфтваффе (26 травня 1943)
- Німецький хрест в золоті (31 серпня 1943)
- Лицарський хрест Залізного хреста з дубовим листям
  - лицарський хрест (24 червня 1944) — за 49 перемог.
  - дубове листя (№663; 25 листопада 1944) — за 60 перемог.
- Нагрудний знак «За поранення» в золоті
- Авіаційна планка винищувача в золоті з підвіскою